# Решельський замок

Решельський замок (пол. Zamek w Reszlu) — середньовічний замок, розташований на березі річки Сайни в південно-східній частині однойменного міста. Сьогодні на замку міститься відділення Музею Вармії і Мазур в Ольштині, готель і ресторан.

## Історія
Побудований у роках 1350-1401. Був він неодноразово захоплюваний польською і тевтонською арміями. У дев'ятнадцятому столітті замок був адаптований на в'язницю, і щойно після Другої світової війни вирішено, щоб його повністю відремонтувати.
Замок належав, так як і Орнета, Лідзбарк-Вармінський, Єзьорани і Бранєво до так званих «єпископських замків». У роках 1251 і 1255 за установою Тевтонського ордеру і єпископів, Вармію поділено між єпископів і капітул.
Замок був, як прикордонна фортеця, звернена проти Литви. Укріплював при цьому також панування єпископів у цій частині країни і незалежність територіального органу Тевтонського ордеру.
Після переходу замку в польські руки в середині п'ятнадцятого століття, будівля втратила своє значення для оборони і в другій половині наступного століття була перетворена кардиналом Андрієм Баторим у мисливський будинок. Містився там також адміністративний центр решельського району. Жив тут бургграф єпископів та інших службовців так званої решельської комори.
Будівля підупала у вісімнадцятому столітті і у такому стані перейняли її Пруссаки.
Вони зорганізували там в'язницю, де після третього Поділу Польщі потрапили люди з так званої Нової Східної Пруссії, тобто з Мазовії.
У 1807 році польські в'язні, довідавшись, що в околиці замку наближається армія Наполеона, підпалили його і перейшли до відділів Домбровського і Зайонца, розміщених у ближніх селах.
Відтоді замок до початку двадцятих років дев'ятнадцятого століття був у руїнах. До війни знаходилися там церква і євангельська парафія а також невеликий регіональний музей.
У 1958 році замок перейняло під свою опіку Соціально-Культурне Товариство «Поєзєже». Ремонт, проведений між 1976-1985 дозволив створити в частині приміщень місця творчості та художньої галереї. З 2001 року, після чергового оновлення, відкрито готель з рестораном, галерею і музей.

## Цікаві факти
У 1811 році тут було спалено останню «відьму» Європи Барбару Здунк.